# Bassano (Alberta)
Bassano es un pueblo canadiense situado en la provincia de Alberta.

## Superficie
Bassano tiene una superficie de 5,23 km².

## Demografía
En 2021, tenía 1216 habitantes, una densidad poblacional de 232,5 hab./km², y 595 viviendas.